# تریون (اکلاهما)
تریون(به انگلیسی: Tryon) شهری در ایالت اکلاهما کشور ایالات متحده آمریکا است که جمعیت آن در سرشماری سال ۲۰۱۰ میلادی، ۴۹۱ نفر بوده‌است.